# Дюмон, Том
То́мас Ма́ртин Дюмо́н (англ. Thomas Martin Dumont, род. 11 января 1968, Ирвайн, Калифорния, США), или Том Дюмо́н (англ. Tom Dumont) — американский музыкант, наиболее известный как гитарист группы No Doubt.

## Биография
Томас Мартин Дюмон родился 11 января 1968 года в Калифорнии. Учась в начальной школе, стал большим поклонником The Beatles. В юности играл в метал-группе. В 1989 году по приглашению основателя No Doubt Эрика Стефани стал членом этой группы. Во время творческого перерыва, взятого No Doubt в 2004 году, совместно с Тедом Мэтсоном основал музыкальный коллектив Invincible Overlord. Первые треки группы были выпущены в 2005 году. Проживает в городе Лонг-Бич, увлекается сёрфингом.

## Семья
Супруга — Мике Дюмон (с 2004 года). Пара имеет троих сыновей.